# Лихциер, Израиль Борисович
Израиль Борисович Лихциер (6 июля 1908 года, Прилуки Екатеринославской губернии — 03 июня 1983 года, Рязань) — советский учёный, доктор медицинских наук, профессор, заслуженный деятель науки Таджикской ССР.

## Биография
Окончил медицинский факультет 2-го МГУ (1929).
- 1930—1939 ординатор терапевтической госпитальной клиники 2-го Московского мединститута;
- 1939—1941, 1944—1949 доцент кафедры госпитальной терапии 2-го ММИ;
- ноябрь 1941 — июнь 1944 доброволец-врач Московской дивизии народного ополчения, главный терапевт, начальник терапевтического отделения эвакогоспиталя;
- 1946—1949 зав. отделением кардиологического сектора Института терапии АМН СССР;
- 1949—1961 зав. кафедрой терапии Таджикскогомединститута (Душанбе);
- 1951—1961 главный терапевт Минздрава ТаджССР;
- 1961—1973 зав. кафедрой терапии Рязанского мединститута.

Кандидат (1935), доктор (1948) медицинских наук, профессор, Заслуженный деятель науки Таджикской ССР.
Автор монографий: «Легочное сердце» (1951), «Гипертоническая болезнь» (1955), «Циррозы печени» (1957), «Авитаминозы» (1965).
Награждён орденом Ленина.
Похоронен на Скорбященском кладбище на Аллее почётных захоронений.